# Notre-Dame (Louviers)

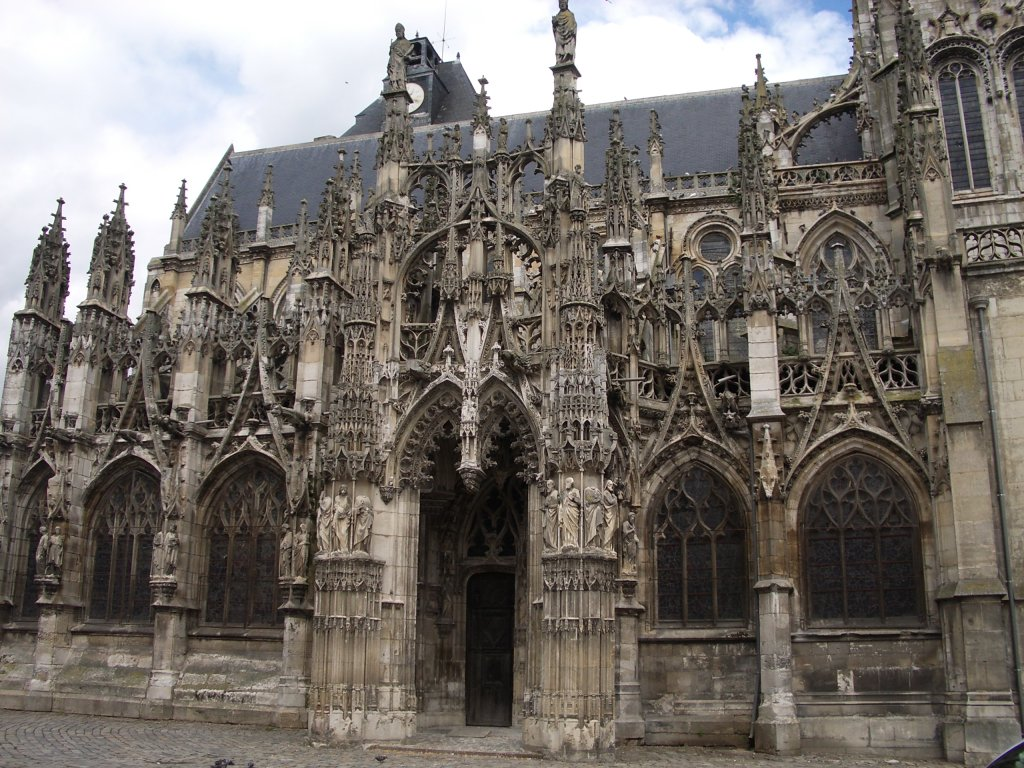
Südfassade der Kirche

Die römisch-katholische Kirche Notre-Dame (französisch Notre-Dame de Louviers) in Louviers im Département Eure in der Region Normandie ist ein gotisches Bauwerk, das 1197 begonnen und im Wesentlichen 1240 fertiggestellt wurde. Das katholische Bistum Évreux ist über die Pfarrei Père Laval – Louviers – Boucle de Seine, die diese Kirche betreut, der Nutzer der Kirche.

## Geschichte und Architektur
996 stellte Herzog Richard I. Louviers unter die Schirmherrschaft des Abts von Saint-Taurin d’Évreux. 1197 tauschte Richard Löwenherz mit dem Erzbischof von Rouen, Gautier de Coutances, Louviers gegen Les Andelys, wo er Château-Gaillard errichten wollte, um die Normandie vor den Ambitionen Philipp Augusts zu schützen. Die Erzbischöfe von Rouen blieben bis zur Französischen Revolution die weltlichen Herren von Louviers.

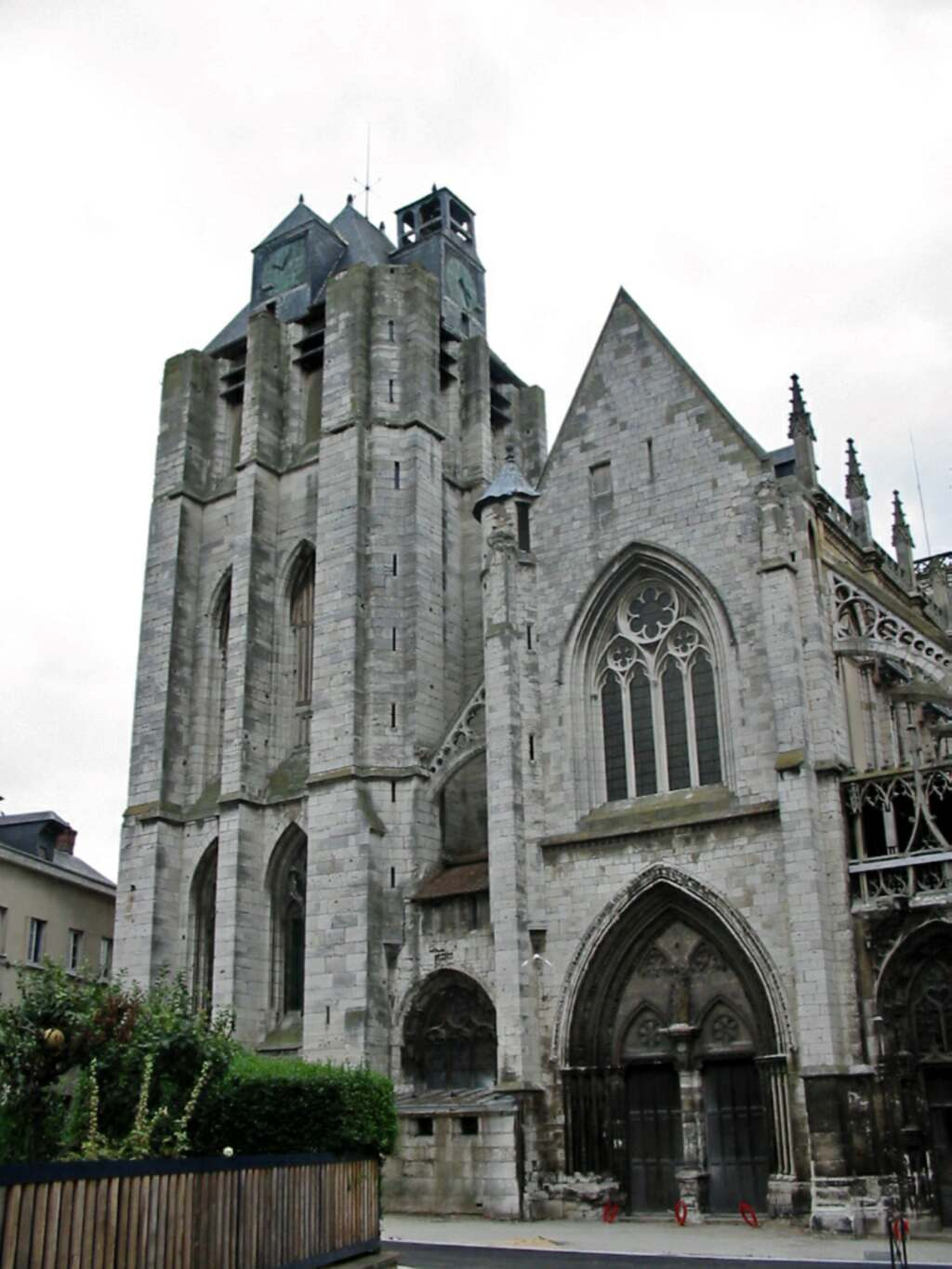
Westfassade, der Glockenturm links

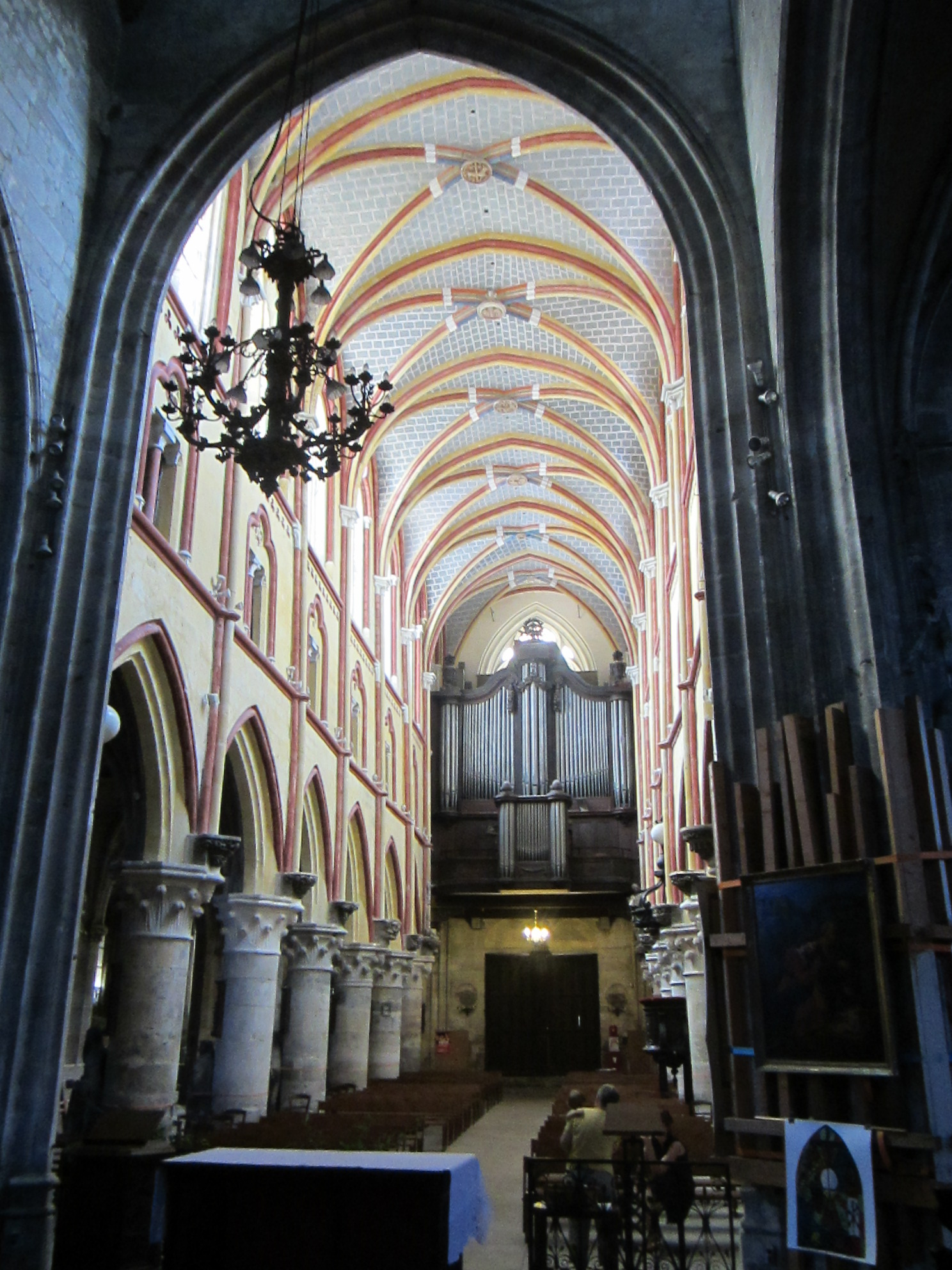
Restauriertes Kirchenschiff mit Ausmalung

Der Vierungsturm wurde 1240 errichtet. Das gegen Ende des 12. Jahrhunderts errichtete Kirchenschiff war mit einem Mittelschiff mit sieben Jochen und einem Seitenschiff auf jeder Seite geplant. Die Dekoration übernimmt den Stil der Kathedrale von Rouen mit Gesimsen, die dreiteilige Fenster einrahmen, die in der Achse jedes Jochs angeordnet sind. Es ist zu erkennen, dass unter dem Gesims über der zweiten Etage die Kapitelle abgearbeitet wurden. Diese Kapitelle sollten die großen Gewölbe des Mittelschiffs tragen, die der erste Baumeister vorgesehen hatte. Das am Ende des 12. Jahrhunderts geplante Mittelschiff sollte also niedriger sein als das heutige Gewölbe. Der Turm des Chors wurde nach 1240 gebaut. Zu einem unbekannten Zeitpunkt wurde beschlossen, das Kirchenschiff um 2,60 m über das ursprünglich geplante Niveau zu erhöhen, wobei das Gewölbe von Westen nach Osten ausgeführt wurde. Dies veranlasste den Architekten, die Auflager der Strebebögen auf den Seitenschiffsmauern zu erhöhen, um den Schub der Gewölbe auf ihrer neuen Höhe aufzunehmen. Diese Reihenfolge lässt sich an der Form der Obergadenfenster ablesen. Ihr Stil geht in den ersten beiden westlichen Jochen auf den Beginn des 13. Jahrhunderts zurück, während die Fenster auf der Ostseite einen späteren Stil aufweisen. Die Fertigstellung des Gewölbes des Mittelschiffs muss gegen Ende des 13. Jahrhunderts erfolgt sein.
Die Stadt wurde 1346 und 1356 von englischen Truppen geplündert. Sie wurde 1360 befreit, 1418 erneut belagert und 1431 nochmals belagert. Die Stadt wurde 1440 befreit und verwüstet. Nach 1453, dem Ende des Hundertjährigen Krieges, wurde sie wiederaufgebaut.
Der Vierungsturm hatte eine hölzerne Spitze, die 1346 von den Engländern in Brand gesteckt worden war, um die letzten Verteidiger der Stadt zu vertreiben. Ab 1379 wurden dort Arbeiten durchgeführt, um ihn wiederaufzubauen. Im Jahr 1414 begann man mit dem Bau des oberirdischen Turms, der wegen des Namens des Gründers der Kapelle, die sich an seinem Fuß befindet, Wilhelm von Chalenge, im Jahr 1428 Tour Chalenge genannt wurde. Dieser Turm war zum Zeitpunkt der Belagerung von 1431 noch nicht fertiggestellt.
Nachdem wieder Frieden eingekehrt war, wurden die Arbeiten ab 1460 wiederaufgenommen, um das Kirchenschiff fünfschiffig auszubauen. Um die Baustelle mit Steinen zu versorgen, verpachtete die Bauhütte einen Steinbruch. Die Bauarbeiten begannen unter der Leitung von Jehan Gillat mit dem zweiten nördlichen Seitenschiff mit viereinhalb Jochen auf beiden Seiten eines Portals, das von einem großen, reich verzierten Schmuckwimperg gekrönt wurde.
Anschließend wurde eine neue Fassade an der Südseite mit einer großen Vorhalle errichtet, die ab 1506 dank der Zuwendungen von Guillaume Le Roux realisiert wurde. Ein Architekt, dessen Name nicht sicher ist, erbaute das zweite südliche Seitenschiff in den überreichen Formen der Spätgotik. Durch die Erbauung der südlichen Vorhalle gegenüber der nördlichen Vorhalle wurde eine Nord-Süd-Achse geschaffen. Die Fertigstellung des Bauwerks wurde von Adelsfamilien und Zünften finanziert. Die Vorhalle, die im Stil der Flamboyantgotik errichtet wurde, zeugt vom Wohlstand der Stadt zu dieser Zeit. In den Seitenschiffen wurden Kapellen gestiftet.
Anfang des 16. Jahrhunderts wird der Vierungsturm von Grund auf umgebaut, wobei die beiden westlichen Pfeiler und das achteckige Gewölbe des Turms mit Wimperg und Tiercerons erbaut werden. Die Arbeiten am Turmaufsatz und die Gestaltung der Nordseite der Vierungsturmlaterne wurden erst nach 1580 in Angriff genommen.
Die ab 1379 wiederaufgebaute Turmspitze des Chors wurde durch den großen Sturm von 1705 zerstört.
Während der Revolution wurde die Kirche nicht beschädigt.
Zwischen 1826 und 1853 wurden große Summen investiert, um die Südfassade des Kirchenschiffs und das Chorhaupt zu restaurieren. Unter der Leitung des Architekten Étienne Bourguignon übernahmen die Bildhauer Brun und später Pyannet alle Skulpturen. Die Statuen sind wahrscheinlich ihre Werke. Ab 1863 wurde eine radikalere Restaurierung am Chorhaupt vorgenommen. Im Jahr 1905 begann der Diözesanarchitekt Gabriel Rubrich-Robert mit der Restaurierung der oberen Teile des Kirchenschiffs und des Laternenturms.
Die Kirche wurde während des Zweiten Weltkriegs bei Bombenangriffen beschädigt. Weitere Restaurierungsarbeiten wurden an der Südfassade und den im 19. Jahrhundert veränderten Elementen des Chorhaupts vorgenommen.
Die Kirche ist seit 1846 als Monument historique klassifiziert.

## Ausstattung und Skulpturen
Die Kirche verfügt über eine reiche Ausstattung. Die Steinstatuen aus dem 16. Jahrhundert, die das Kirchenschiff über den Kapitellen schmücken, stammen aus dem Kartäuserkloster von Gaillon. An der Westfassade befindet sich in einer Nische eine Grablegung aus dem 16. Jahrhundert. Christus wird von zwei Personen an Kopf und Füßen gehalten, während fünf Frauen an der Seite stehen. Das südliche Seitenschiff beherbergt in einem Grabgewölbe die Liegefigur aus dem 15. Jahrhundert von Robert d'Acquigny, Berater im Parlament von Paris und Dekan von Saint-Omer.
Der Maler Jean Nicolle schuf zwei Gemälde: die Anbetung der Hirten und die Anbetung der Heiligen Drei Könige, die den Chor schmücken.
Die Hauptorgel ist ein Werk eines unbekannten Orgelbauers vermutlich vom Ende des 18. Jahrhunderts mit heute 49 Registern auf drei Manualen und Pedal. Die Chororgel mit 13 Registern auf zwei Manualen und Pedal ist ein Werk von John Abbey jr. aus dem Jahr 1892.

## Glasmalereien
Die Kirche besitzt eine bemerkenswerte Reihe von elf Glasfenstern, die zwischen 1490 und 1530 entstanden und 1846 als Objekte unter Denkmalschutz gestellt wurden. An ihrer Herstellung waren die größten Glasmaler der damaligen Zeit beteiligt: Arnold von Nijmegen, Engrand und Nicolas Leprince aus Beauvais.
Da Louviers während der Plünderung Rouens durch die Protestanten im Jahr 1562 das Parlament der Normandie beherbergte, hatten die Kirchenfenster nicht unter den Religionskriegen zu leiden. Die Auswirkungen der Zeit und des Wetters setzten einigen Glasfenstern zu. Der Sturm vom 3. September 1841 zerstörte die Glasmalereien der Joche 9 und 10.
Umgruppierungen der alten unteren Teile wurden 1836 vorgenommen. Der Glasmaler Maurice Muraire restaurierte, ergänzte und veränderte die Glasfenster zwischen 1902 und 1904. Die erneuerten Teile fallen auf, da sie stark gealtert sind.

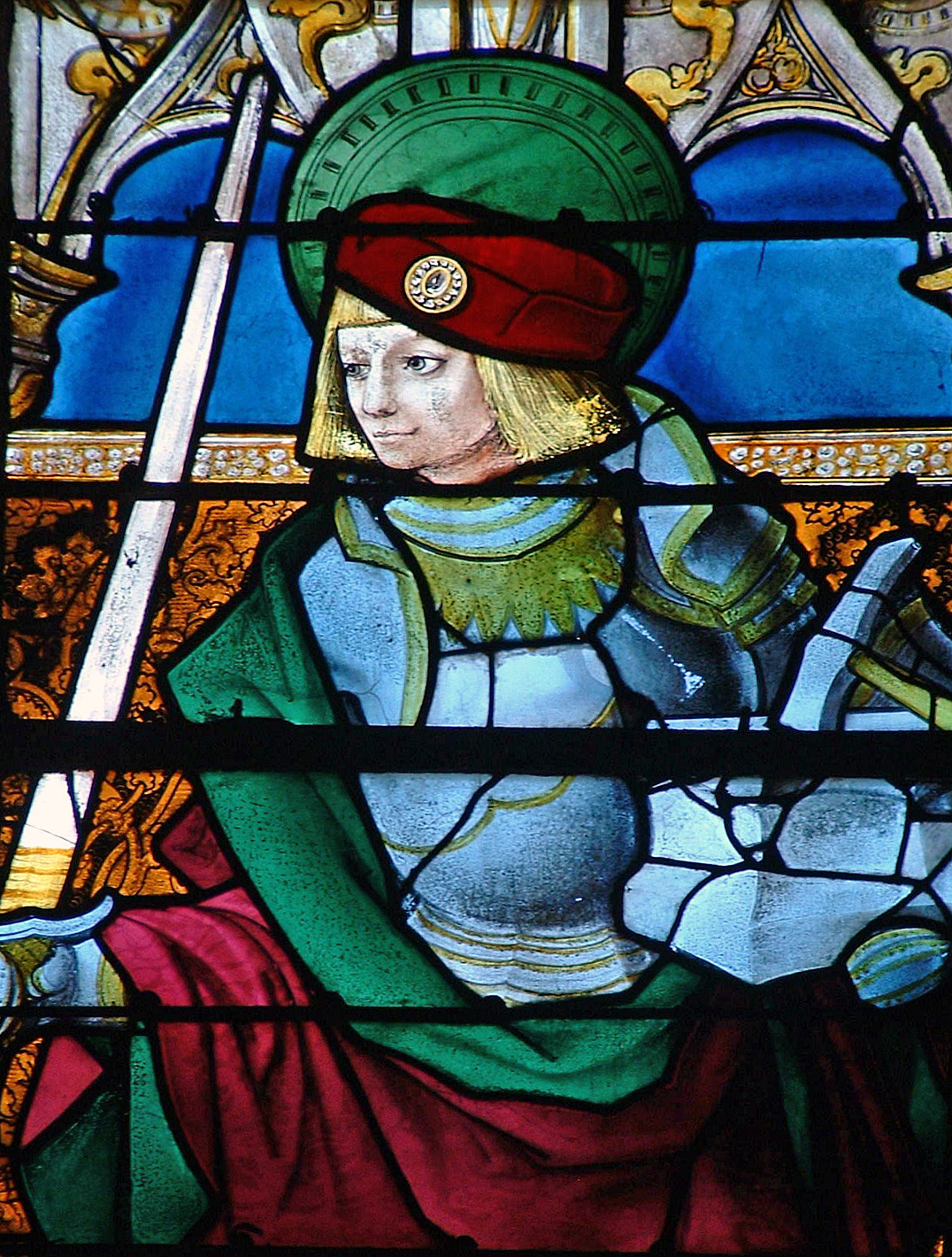
Heiliger Adrian (Joch Nr. 22)
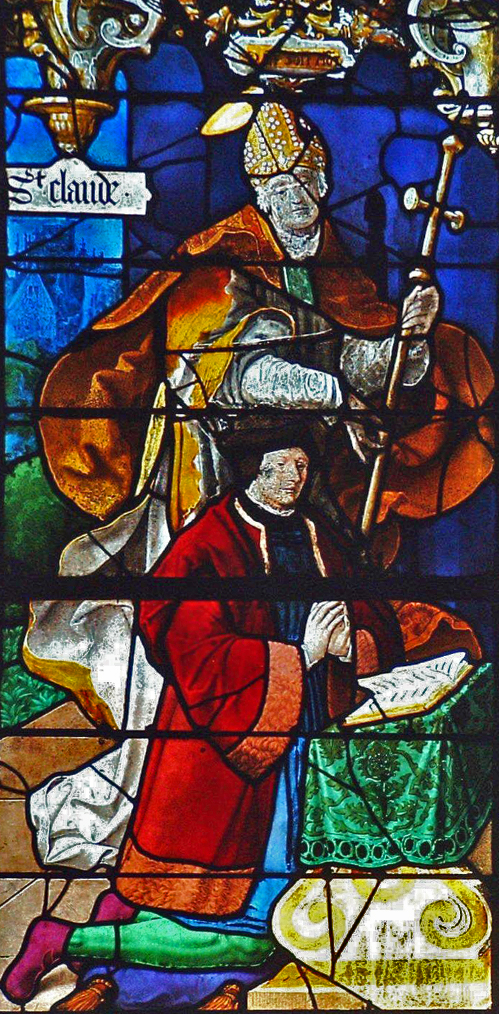
Fenster von St. Claude mit Claude Le Roux (Joch Nr. 24)
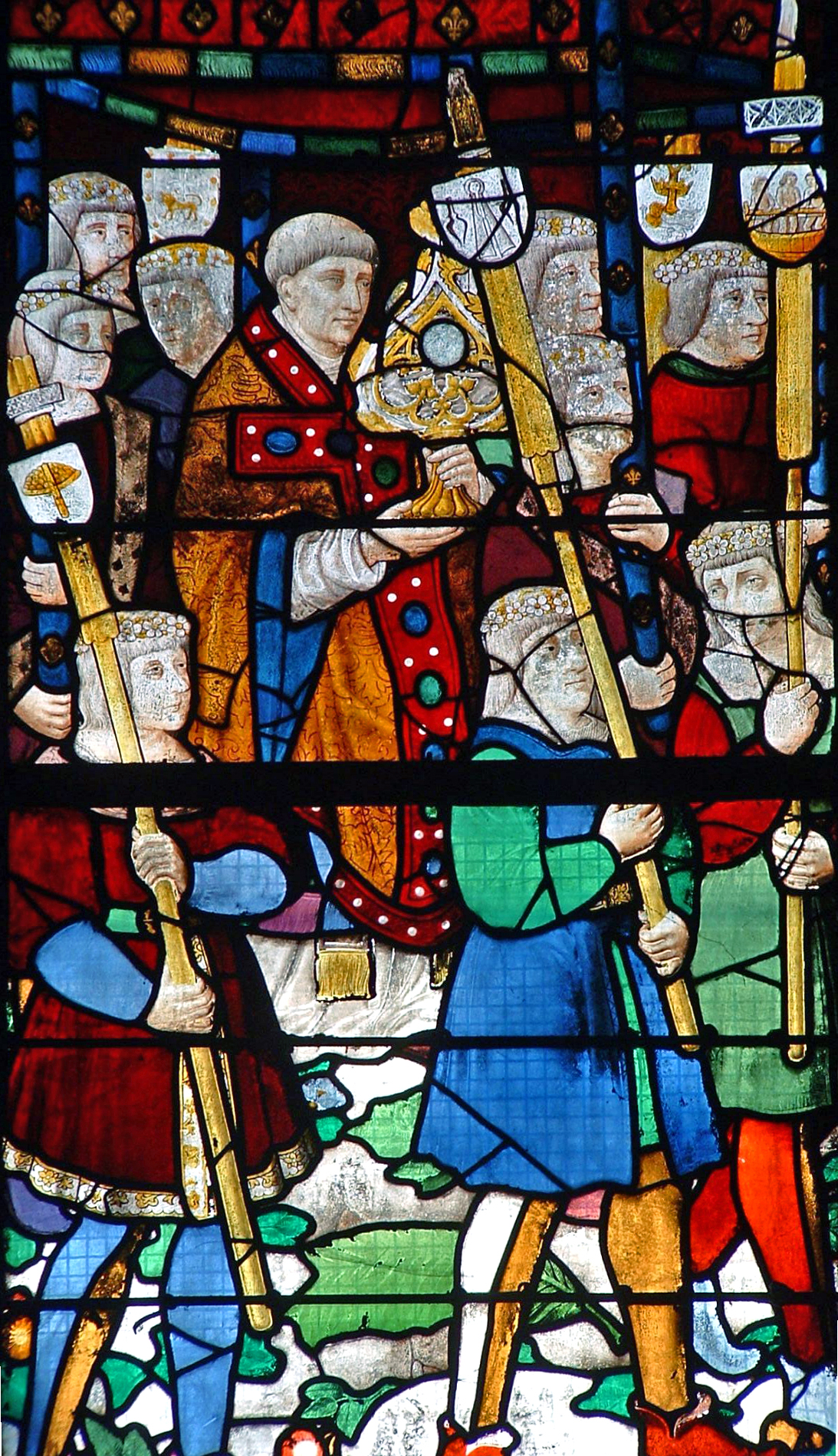
Prozession der Tuchmacher von Louviers (Joch Nr. 26)
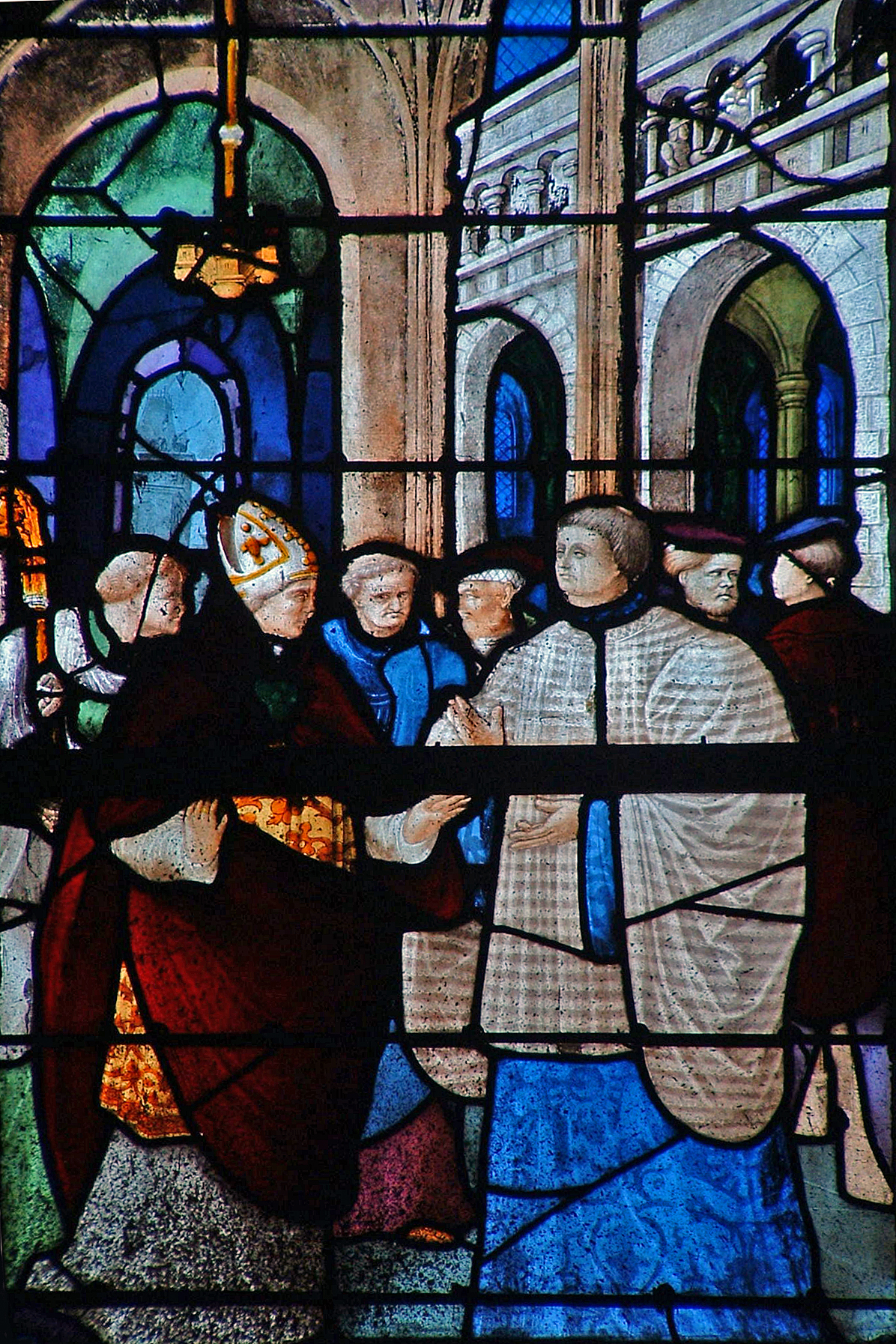
Glasmalerei der Legende von Theophilus (Joch Nr. 21)

In der zweiten Hälfte des 19. Jahrhunderts wurden weitere Glasfenster geschaffen. Antoine Lusson schuf die Glasfenster der Joche 0, 1 und 2, die im Juli 1853 eingesetzt wurden, und die der Joche 3, 5 und 7 der Kapelle der Jungfrau Maria im Februar 1854. Das Glasfenster von Joch 10 des Querschiffs wurde 1862 und das des Jochs 12 1866 eingesetzt. Die Glasfenster der oberen Fenster wurden 1858 eingesetzt und 1861 mit den elf Glasfenstern des Triforiums vervollständigt. Duhamel-Marette baute 1877 die Joche der Kapelle von Chalenge, die ihre letzten Glasfenster aus dem 15. Jahrhundert verlor. Das Atelier Lobin aus Tours fertigte 1859–1860 die Glasmalerei von Joch 14 an. Jules Boulanger dekoriert das Joch 16. Im Jahr 1939 wurden nur die denkmalgeschützten Glasfenster ausgebaut und nach Niort geschickt. Der Zweite Weltkrieg führte zur Zerstörung eines Teils der Glasfenster aus dem 19. Jahrhundert. Sie wurden 1952–1955 durch Glasmalereien von Jean Barillet ersetzt. Alte, nicht mehr verwendete Glasfenster wurden in der Sakristei wieder eingebaut, ebenso wie Fragmente der Glasfenster von Lusson.

## Glocken
Folgende Glocken bilden das Geläut der Kirche:
| Name                                    | Masse   | Schlagton | Stifter                                    | Durchmesser (cm) | Jahr | Gießer         |
| --------------------------------------- | ------- | --------- | ------------------------------------------ | ---------------- | ---- | -------------- |
| Euphrasie                               | 0610 kg | Fis       |                                            | 101,9            | 1840 | Julien Caplain |
| Marguerite-Eugénie                      | 2000 kg | H         |                                            | 150,6            | 1853 | Hildebrand     |
| Françoise-Pauline                       | 1385 kg | Cis       | Pauline Colliez, Frau von Olivier Reneufre | 133,4            | 1853 | Hildebrand     |
| Marie                                   | 0990 kg | Dis       |                                            | 120,3            | 1853 | Hildebrand     |
| Jeanne-Marie-de- l'Immaculée-Conception | 0790 kg | E         |                                            | 112,6            | 1853 | Hildebrand     |
| Gesamt                                  | 5,775 t |           |                                            |                  |      |                |